# 푸름이교육
푸름이교육은 최푸름의 부모인 최희수와 신영일의 교육철학이다. 최희수와 신영일은 푸름이닷컴, 푸른이교육연구소 등을 설립하여 최푸름을 길러낸 교육방법을 보급하고 있다.

## 연혁
최푸름(본명: 최찬, 본명 한자: 崔璨)은 1998년부터 책을 생후 30개월부터 읽기 시작해 책을 많이 읽고 빠르게 읽는 '독서 영재'로 유명해졌다. 이후 최푸름은 1999년 영재교육진흥법이 제정되면서 김대중 대통령에게 독서영재로 보고되었다. 이때 다음해 국회의원이 되는 허운나 교수 겸 국가과학기술자문회의 자문위원에 의해 초등학교 2학년 수업이 너무 느려 괴로워하는 영재로, 똑똑해서 괴로움을 당한 과학영재로 소개되었다.
최푸름의 부모는 책을 출판하고 영재교육 전문강사가 되었고, 2001년 말 최푸름의 교육방법을 보급하는 푸름이닷컴을 설립하였다. 이후 푸름이의 특성을 이해한 초등학교 선생님의 배려로 영재성을 잃지 않았다. 이후 일본 국비 장학생이 되어 간사이 대학에서 심리학을 배웠다.
푸름이닷컴은 2012년 기준 37만 명의 회원을 가진 사이트로 성장했다.

## 푸름이 교육법
푸름이 교육법은 자연, 독서, 무조건적 사랑으로 구성된다. 푸름이 부모에 따르면 모든 아이는 영재성을 타고난다. 이 철학은 웨인 다이어(Wayne Dyer)의 ‘모든 아이는 무한계 인간이다’(What Do You Really Want for Your Children?, 1985년)에서 유래된 것이다. 이 책은 나중에 푸른육아에서 '아이의 행복을 위해 부모는 무엇을 해야 할까'로 재출판하였다.

## 관련 인물
- 최희수(崔熙樹): 푸름이 아빠로 알려져 있으며 파주시 금촌 출신이다.
- 신영일(申榮壹): 푸름이 엄마이다.
- 최푸름: 본명은 최찬(崔璨)이며 독서 영재로 알려진 인물이다. 간사이 대학교로 유학을 가서 졸업하였다.

## 관련 작품

### 최희수
- 푸름아빠 거울육아(2020)
- 배려 깊은 사랑이 행복한 영재를 만든다(2006)
- 푸름이 이렇게 영재로 키웠다(1997)
- 푸름아빠의 아이 내면의 힘을 키우는 몰입독서(2009)
- 배려 깊은 사랑이 행복한 영재를 만든다(2006)
- 내면여행(푸름아빠의 아이를 잘 키우는) 2013

### 신영일
- 엄마 마음(2013)
- 푸름이 엄마의 육아 메시지(2007)
- 푸름이 이렇게 영재로 키웠다(1997)

### 최푸름
- 착한 아이로 키우지 마라 (번역)
- 공룡 박물관